# Boye & Thoresens Elektriska AB

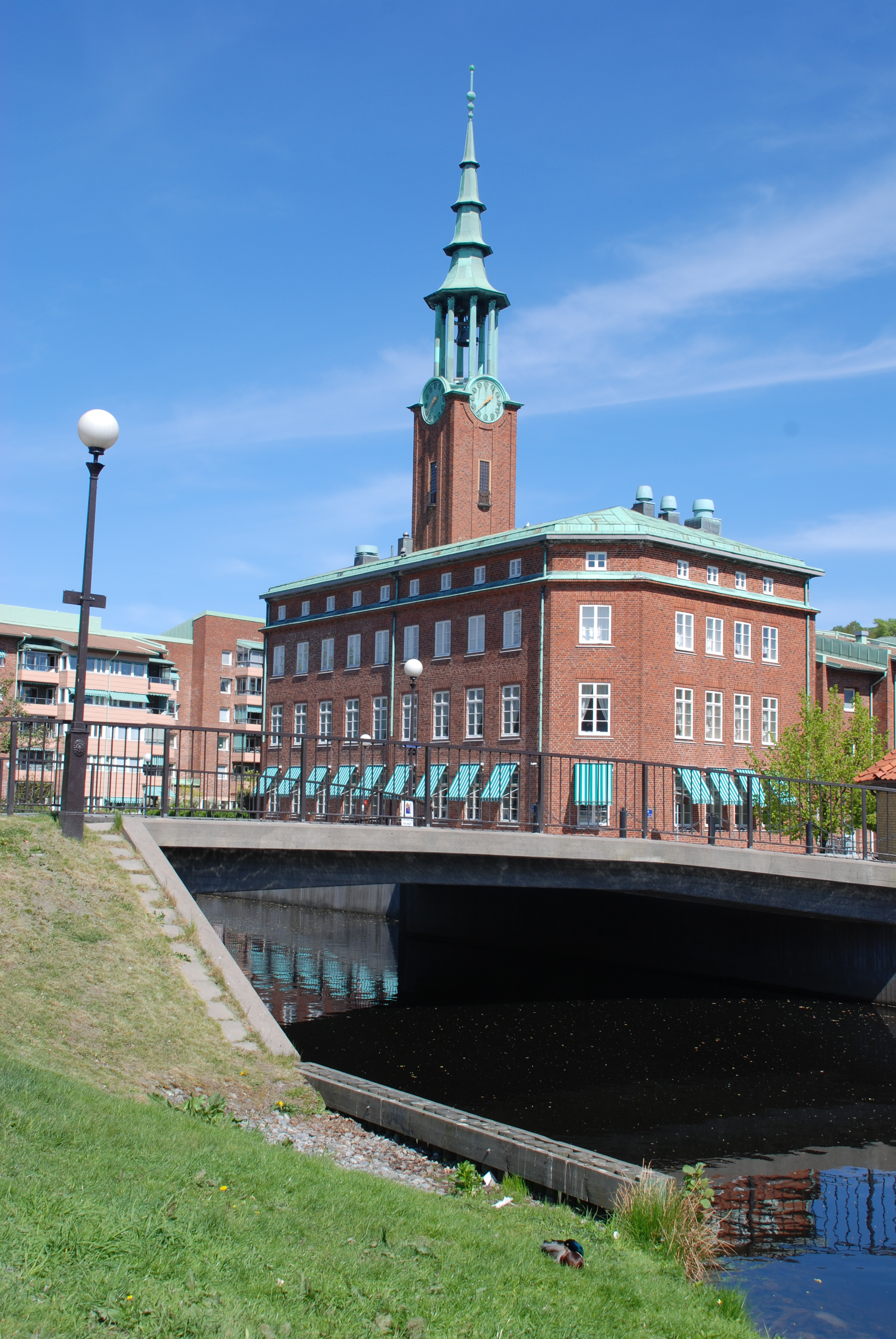
Boye & Thoresens Elektriska AB:s fabriksbyggnad i Gårda, senare känd som Tomtens fabrik.

Boye & Thoresens Elektriska AB i kontors- och affärsbyggnaden Centralen vid Östra Hamngatan 52 i början av 1900-talet.

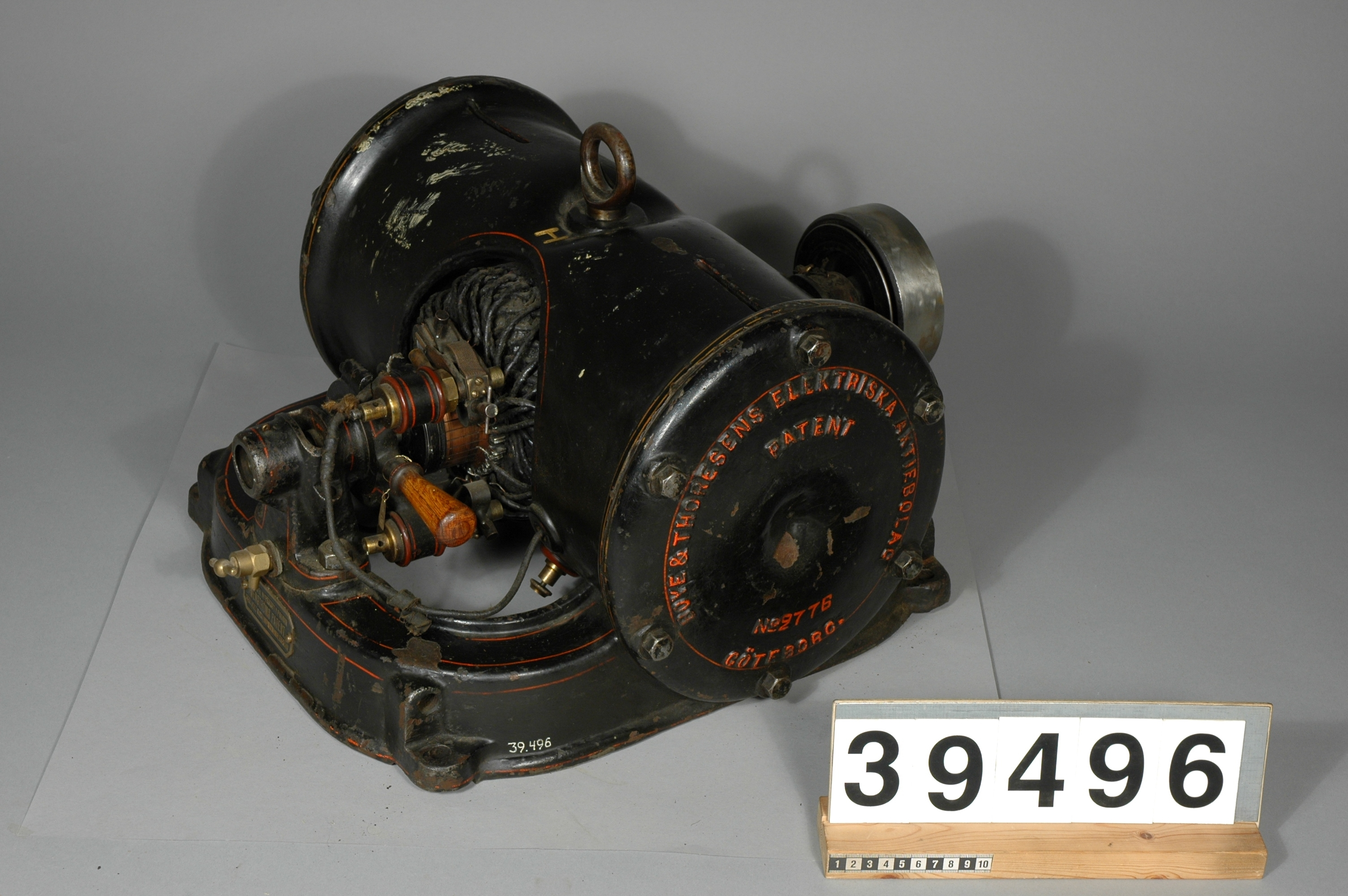
Likströmsmotor från Boye & Thoresens Elektriska AB, konstruerad av Jonas Wenström.

Boye & Thoresens Elektriska AB var ett elektrotekniskt företag som var verksamt i Göteborg 1894–1902.
Ingenjörerna Emil Boye och Harald Thoresen startade 1889 i Göteborg handelsfirman Boye & Thoresen. Denna firma ombildades 1894 till Boye & Thoresens Elektriska AB. År 1898 uppfördes en fabrik i Gårda, vilken var avsedd för massproduktion av elektriska maskiner. Där tillverkades såväl likströmsmotorer upp till 10 hästkrafters som växelströmsmotorer upp till 20 hästkrafters storlek, alla av Aseas dåtida typer. Tillverkningen torde ha uppgått till omkring 1 000 motorer per år, huvudsakligen avsedda för export till Storbritannien, och sysselsatte omkring 150 verkstadsarbetare. Bolaget deltog på Allmänna konst- och industriutställningen i Stockholm 1897. Då bolaget med utgång av år 1902 upplöstes och övergick till Aseas göteborgsfilial, fortsattes denna maskintillverkning till år 1904, då den nedlades.
Företaget hade huvudkontor, lager och fabrik i kvarteret Nornan på Gårda, samt utställningslokal och avdelningskontor på Södra Hamngatan 53 (Grand Hotel Haglund) och 51.